# We love Tank-top
『We love Tank-top』（ウィー ラブ タンクトップ）は、ロックバンド・ヤバイTシャツ屋さんの1枚目のアルバム。2016年11月2日にユニバーサルシグマよりリリースされた。

## 解説
バンド初のスタジオ・アルバムであり、本作をもってメジャーデビューを果たした。
3形態（初回限定盤、通常盤、ヴィレッジヴァンガード盤）でリリースされ、初回限定盤にはDVDが付属するほか、ヴィレッジヴァンガードでは初回限定盤にタンクトップが付属する「ヴィレッジヴァンガード盤」が881（ヤバイ）セット限定で販売された。なお、ヴィレッジヴァンガード盤に関してメンバーは「くそ高いし季節外れやし誰が買うねん」とコメントしている。

## 収録曲

### CD
1. We love Tank-top
  - 作詞・作曲：こやまたくや、編曲：ヤバイTシャツ屋さん、成瀬篤志
2. Tank-top of the world
  - 作詞・作曲：こやまたくや、編曲：ヤバイTシャツ屋さん
3. あつまれ!パーティーピーポー
  - 作詞：DELATORRE ERIC、ERIC D LUX、GORDY SKYLER HUSTEN、GORDY STEFAN KENDAL、SMITH JONATHAN H、こやまたくや、作曲：Skyler Husten Gordy、Stefan Kendal Gordy、編曲：ヤバイTシャツ屋さん
  - LMFAOの楽曲「Shots」を引用している。
  - インディーズ版とメジャー版で2つのMVが存在する[4]。MV自体の大まかな内容にそれほど差はないが、メジャー版はハリウッドで撮影された[5]。
4. 無線LANばり便利
  - 作詞・作曲：こやまたくや、編曲：ヤバイTシャツ屋さん
  - BBIQ テレビCM「BBIQ家の人々 帰宅篇」「BBIQ家の人々 親子ゲンカ篇」CMソング[6]。MVの撮影はこやまの自宅で行われた[7]。
5. DQNの車のミラーのところによくぶら下がってる大麻の形したやつ
  - 作詞・作曲：こやまたくや、編曲：ヤバイTシャツ屋さん
6. 週10ですき家
  - 作詞・作曲：こやまたくや、編曲：ヤバイTシャツ屋さん
7. ZIKKA
  - 作詞・作曲：こやまたくや、編曲：ヤバイTシャツ屋さん
8. 喜志駅周辺なんもない
  - 作詞・作曲：こやまたくや、編曲：ヤバイTシャツ屋さん
  - 喜志駅（近鉄長野線）とは、メンバーが在籍していた大阪芸術大学の最寄り駅。歌詞の中には同駅から大阪市の天王寺（近鉄南大阪線大阪阿部野橋駅）までの運賃について触れる箇所があるが、近畿日本鉄道の鉄道運賃改定にあわせて該当箇所が2023年4月までに三度変更されており[8]、本アルバムに収録されているのは1度目の変更版である。2度目の変更版は当該箇所を収録し直した上で2020年3月18日発売のメジャー6枚目のシングル「うなぎのぼり」に「増税ver.」として[9]、3度目の変更版は2023年11月15日発売のベストアルバム『BEST of the Tank-top』に「運賃改定ver.」として収録している[10]。
9. ウェイウェイ大学生
  - 作詞・作曲：こやまたくや、編曲：ヤバイTシャツ屋さん
10. 天王寺に住んでる女の子
  - 作詞・作曲：こやまたくや、編曲：ヤバイTシャツ屋さん
11. L・O・V・E タオル
  - 作詞・作曲：しばたありぼぼ、編曲：ヤバイTシャツ屋さん
12. 流行りのバンドのボーカルの男みんな声高い
  - 作詞・作曲：こやまたくや、編曲：ヤバイTシャツ屋さん
13. ネコ飼いたい
  - 作詞・作曲：こやまたくや、編曲：ヤバイTシャツ屋さん

### 初回限定盤・ヴィレッジヴァンガード盤DVD
2016年8月12日に大阪・心斎橋BIGCATにて開催されたワンマンライブ「まだ早い。」の映像を収録。
1. We love Tank-top
2. Tank-top of the world
3. メロコアバンドのアルバムの3曲目ぐらいによく収録されている感じの曲
4. （MC1）
5. DQNの車のミラーのところによくぶら下がってる大麻の形したやつ
6. （フリップ説明）
7. 喜志駅周辺なんもない
8. ウェイウェイ大学生
9. （MC2）
10. スプラッピ スプラッパ
11. あつまれ！パーティーピーポー
12. （アンコールMC）
13. ネコ飼いたい